# Johnnivan

Johnnivan（ジョニヴァン / ジョニバン）は2018年にJohnathan Sullivan (Vo.)とShogo Takatsu(keys.)を中心に結成された、東京を拠点に活動する日/米/韓の多国籍ロックバンド。

## 解説
5人は早稲田大学在学中に共通の音楽サークルで出会い、最初はUK/USロックを中心にカバーしていた。JohnathanとShogoは2016年からお互いのデモを送り合い、バンドの基礎となる音楽性を構築していった。
バンドは2018年1月よりセルフプロデュースシングル、'Canbaby', 'Tomorrow Night', 'I Think I Know You', 'Nobody's Awake in This House', 'Y.G.M.B'を立て続けにリリースし同年5月より渋谷・下北沢を中心にライブ活動を開始。初ライブは2018年5月30日渋谷O-Nestで行われたとされるが、実際の初パフォーマンスは同年5月27日に行われたレコードショップ綱島Rでのインストアライブである。
楽曲の音楽性とハイクオリティなライブパフォーマンスが話題を呼んでおり、これまでにSummer Sonic、SYNHCHRONICITY、りんご音楽祭等主要音楽フェスにも出演。
2019年にファーストEP 'Pilot'をリリースし、2020年にリリースしたファースト・アルバム'Students'はタワレコメンに選出され評価を受ける。2022年11月9日、セカンド・アルバム 'Give In!' をリリースし国内外の多くのラジオホストに取り上げられる等、高い評価を獲得している。

## メンバー
メンバーはJohnathan Sullivan (Vo.), Shogo Takatsu (Keys.), Junsoo Lee (Gt.), Kento Yoshida (Ba.), Yusaku Nakano (Dr.) の5人から構成される。
Johnathanはアメリカと日本のミックス、Junsooは韓国人である。

## Musical style and influences
Johnnivan（ジョニヴァン / ジョニバン）の音楽はポストパンクやダンスミュージック、クラシックロック、電子音楽等から影響を受けている。彼らの音楽性は80'sニューウェーブとポスト・パンクのミックスだと言われることもある。作曲者であるJohnathan SullivanとShogo TakatsuはLCD Soundsystem, David Bowie, Talking Heads, Yellow Magic Orchestra, Nine Inch Nails, The Strokes, Radiohead, Phil Collins等を影響を受けたアーティストとして挙げている。Johnnivanはダンス・ミュージックに主軸を置きつつもジャンルを横断して常に変化し独自の音楽性を追求し続ける。

## Band members
- Johnathan Sullivan – lead vocals, percussions

- Shogo Takatsu - synthesizers, keyboards, piano

- Junsoo Lee - guitar

- Kento Yoshida - bass guitar

- Yusaku Nakano - drums, percussions

## Discography
Studio albums 
- Students (2020)

- Give In! (2022)
- Swimmer (2024)

EPs and singles 
- Canbaby (2018)

- Tomorrow Night / I Think I Know You (2018)

- Nobody's Awake in This House / Y.G.M.B (2018)

- Community (2019)

- Pilot - EP (2019)

- Danced Once - single (2020)

- No One is Going to Save You (2022)

- Spare Pieces (2022)

- Lime Country (2022)

- I'm Only Visiting (2022)